# Mihaela Burtică
Adriana Mihaela Burtică (n. 29 iulie 1976, România) este o fostă jucătoare română de fotbal care a jucat pe postul de fundaș pentru CS Brazi în Superliga Română.

## Carieră
Ea a jucat în Liga Campionilor cu Regal București și Codru Anenii Noi.
A fost componentă a Echipei naționale a României din 1998.